# Euryparyphes
Euryparyphes es un género de insectos ortópteros de la subfamilia Pamphaginae, familia Pamphagidae. Se distribuye en España, Portugal, Marruecos y Argelia.

## Especies
Las siguientes especies pertenecen al género Euryparyphes:
- Euryparyphes atlasicus La Greca, 1993
- Euryparyphes bolivarii (Stål, 1876)
- Euryparyphes breviphallus La Greca, 1993
- Euryparyphes cinerascens La Greca, 1993
- Euryparyphes defauti La Greca, 1993
- Euryparyphes flexuosus Uvarov, 1927
- Euryparyphes gharbensis Defaut, 1987
- Euryparyphes laetus (Bolívar, 1907)
- Euryparyphes mamorensis Defaut, 1987
- Euryparyphes maroccanus (Saussure, 1887)
- Euryparyphes nigripes La Greca, 1993
- Euryparyphes paraflexuosus La Greca, 1993
- Euryparyphes pictipes Uvarov, 1927
- Euryparyphes rungsi Massa, 2013
- Euryparyphes sitifensis (Brisout de Barneville, 1854)
- Euryparyphes tazzekensis La Greca, 1993
- Euryparyphes terrulentus (Serville, 1838)